# Großvernich
Großvernich (auch Groß-Vernich oder Groß Vernich) ist ein Ortsteil der Gemeinde Weilerswist im Kreis Euskirchen, Nordrhein-Westfalen, und bildet zusammen mit Kleinvernich und Horchheim die Ortschaft Vernich, eine der sechs Ortschaften von Weilerswist mit eigenen Ortsbürgermeistern, mit knapp 3.500 Einwohnern auf einer Fläche von rund 15 km².

## Geographie

### Lage
Der Ortsteil liegt südlich von Weilerswist an der Landesstraße 194 zwischen der Erft im Westen und der Trasse der Eifelstrecke im Osten. Außerdem verläuft durch den Ort die Kreisstraße 3.

## Geschichte

### Siedlungsspuren der Hallstattzeit

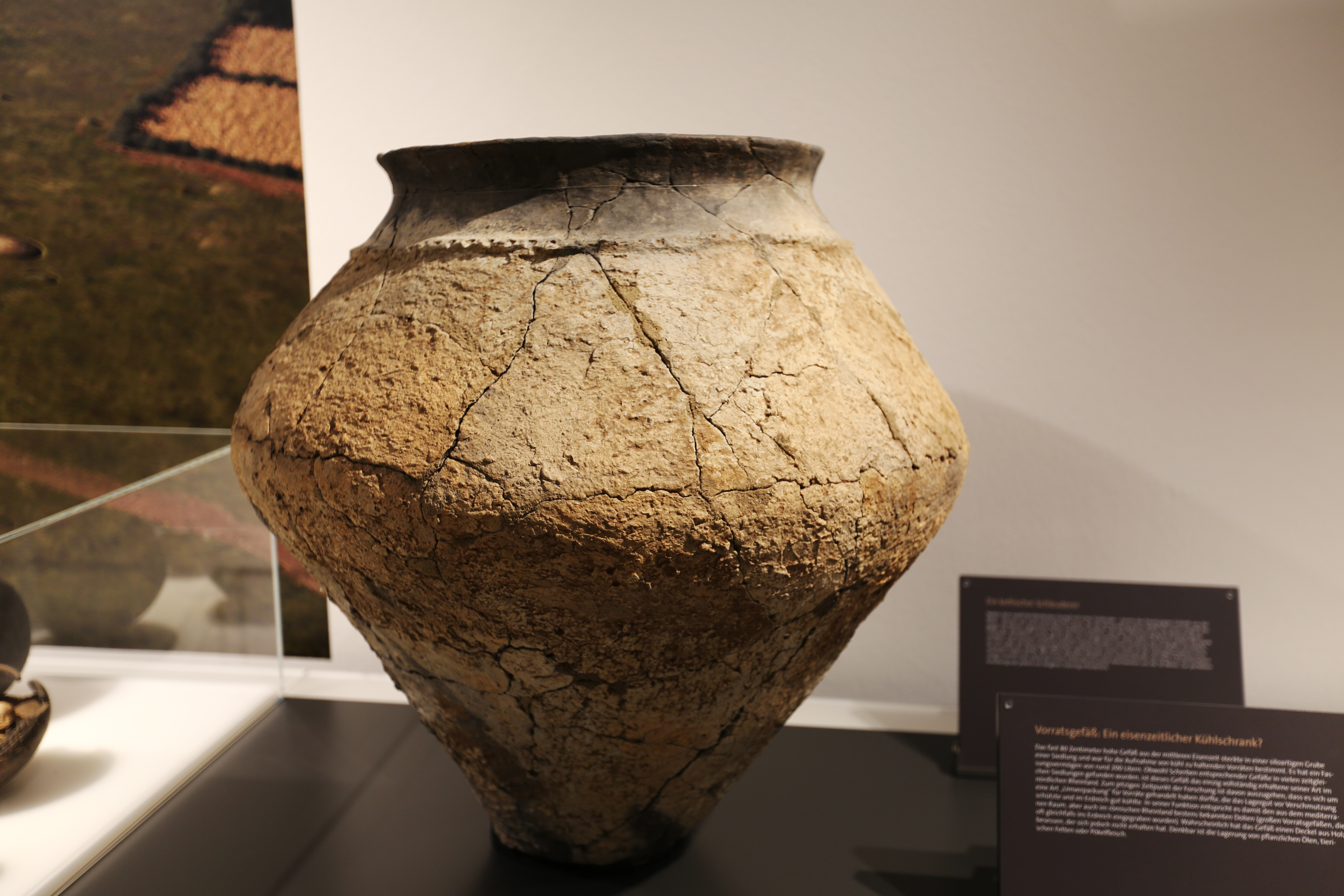
Das Großgefäß wurde vor Ort in situ in einer von insgesamt 67 Speichergruben festgestellt. Es wurde in die Zeit 600–470 vor Christus datiert

Jüngste Befunde archäologischer Forschung belegen für die Epoche der älteren vorrömischen Eisenzeit auch Hallstattzeit (Hallstatt D = 600–475 v. Chr.), menschliche Siedlungsplätze in der Gemarkung des Ortes, deren landwirtschaftliche Vorratshaltung in großen doppelkonischen Vorratsgefäßen aus Keramik stattfand. Die sekundär in siloartigen Gruben von etwa 1,60 m Tiefe stehend, luftdicht abgeschlossen haltbar verwahrt werden konnten.
Die so gespeicherten Vorräte bestanden vornehmlich aus Getreidesaatgut, aber auch die Lagerung weiterer erwirtschafteter Produkte wie pflanzliche Öle oder tierische Produkte (gepökeltes Fleisch etc.) wird von der Forschung nicht ausgeschlossen. Spuren der Siedlungsplätze dieser Zeit sind neben den ebenfalls ausgewerteten Gebrauchskeramiken des Alltags sowie Knochen der damaligen Tierhaltung (Rind, Schwein, Schaf, Ziege und Pferd) des Siedlungsplatzes erreichte für die Mitte der Eisenzeit ihre höchste Befunddichte, die dann zeitlich abbrach.

### Namensherkunft
Der Name Vernich könnte auf den Römer Varinius zurückgehen, der eine Villa in der Nähe des heutigen Friedhofes in Großvernich hatte. Die groben Umrisse des Erdwalls der Villa sind noch heute erkennbar. Varinius hatte als Legionär gedient und sich nach seiner Militärzeit in der Nähe der Straße zwischen Köln und Trier niedergelassen (heute L 194 und K 3).
Im Jahr 1145 wurde Vernich in einer Urkunde des römisch-deutschen Königs Konrad III, in der die Freiheit eines Gutes zu Vävernich in der Grafschaft Ahr bestätigt wurde, erstmals urkundlich erwähnt.

### Mittelalter
Vernich war eine Jülichsche Unterherrschaft im Amte Tomburg. Herrmann von Tomburg und seine Gemahlin Adelheid von Saffenburg trugen 1342 Vernich dem Markgrafen Wilhelm von Jülich zum Lehn auf.

### Neuzeit
Im Zuge des Holländischen Krieges schlossen der Kommandant der französischen Armee in der Region und das Domkapitel zu Köln am 3. November 1678 einen Vertrag, wonach der Kurstaat Köln für eine Kontribution von 130.000 Rationen Heu und Stroh sowie 2500 Kühen die Summe von 70.000 Reichsthalern bar bezahlen sollte. Als sich das Domkapitel weigerte, den Vertrag zu ratifizieren, drang eine Schar von 500 Franzosen plündernd bis Metternich und Vernich vor, wo sie die Bevölkerung terrorisierten und die Ratifizierung erzwangen.
Anfang des 19. Jahrhunderts war Groß-Vernich Teil der Bürgermeisterei Weilerswist im Kreis Lechenich und hatte etwa 380 Einwohner. Mitte des 19. Jahrhunderts waren es mehr als 550.
Im Dezember 1944 explodierte im Bereich zwischen Rübenkämpchen und schwarzer Brücke ein Munitionszug, der von feindlichen Fliegern angegriffen wurde.

### Eingemeindung
Am 1. Juli 1969 wurde die Gemeinde Vernich nach Weilerswist eingemeindet.

## Infrastruktur und Verkehr

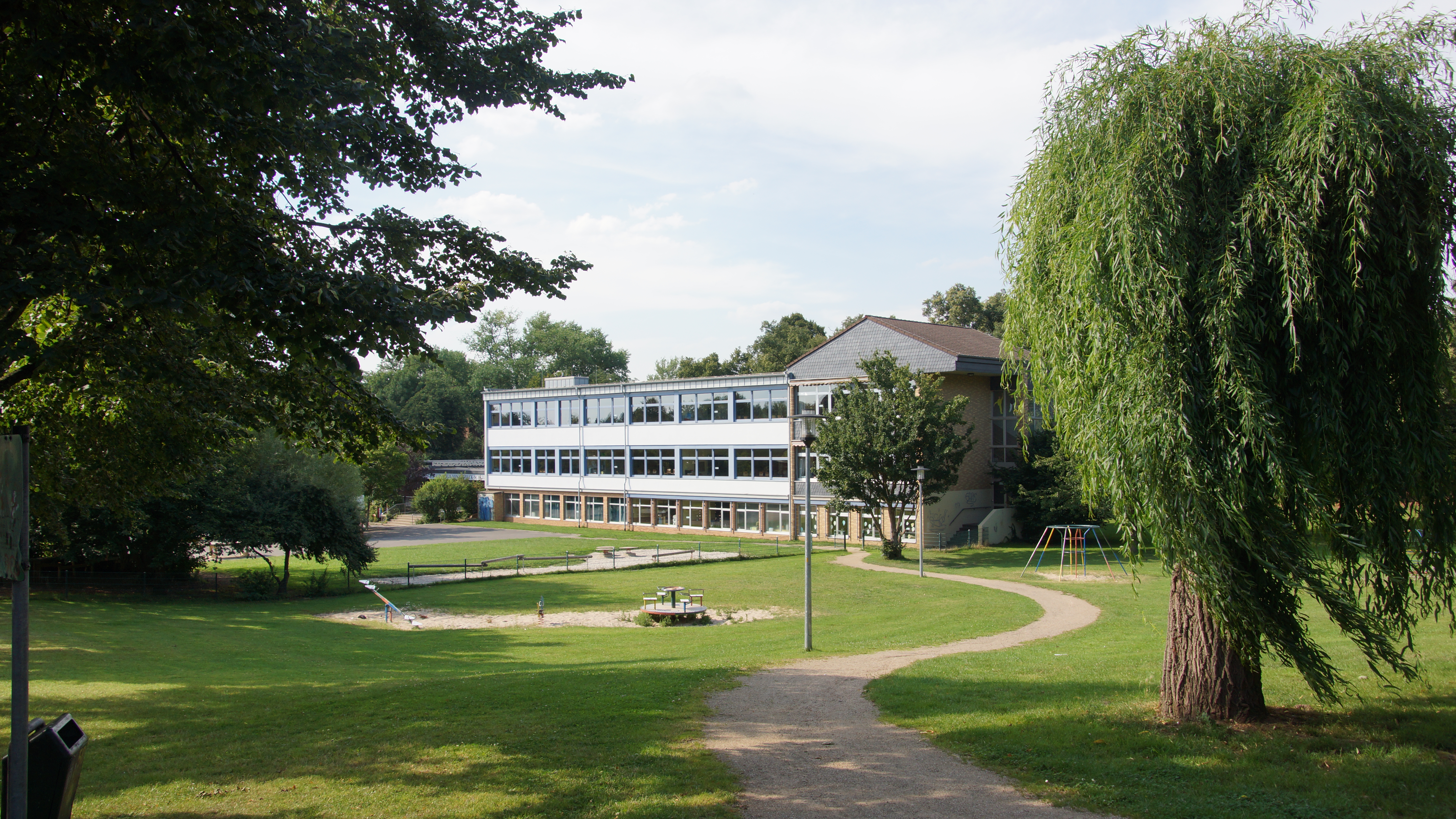
Johann-Hugo-von-Orsbeck-Schule

Im Ort gibt es den Kindergarten Spatzennest und die Kindertagesstätte Kirchtal mit je drei Gruppen. Träger ist die Gemeinde Weilerswist.
Die Johann-Hugo-von-Orsbeck-Schule Vernich im Ortskern von Großvernich ist eine katholische offene Ganztagsgrundschule.
Die VRS-Buslinien 823 (überwiegend als TaxiBusPlus nach Bedarf) und 985 der RVK verbinden den Ort mit Weilerswist, Euskirchen, Bodenheim und Brühl.
| Linie | Verlauf |
| ----- | --- |
| 823   | MiKE (außer im Schülerverkehr): Weilerswist Bf – (Großvernich –) Kleinvernich – Horchheim – Lommersum – Bodenheim    |
| 985   | Euskirchen Bf – Wüschheim – Ottenheim – Derkum – Hausweiler – Großvernich – Weilerswist Bf – Brühl Mitte (Stadtbahn) |

## Kultur und Baudenkmäler

### Kirche

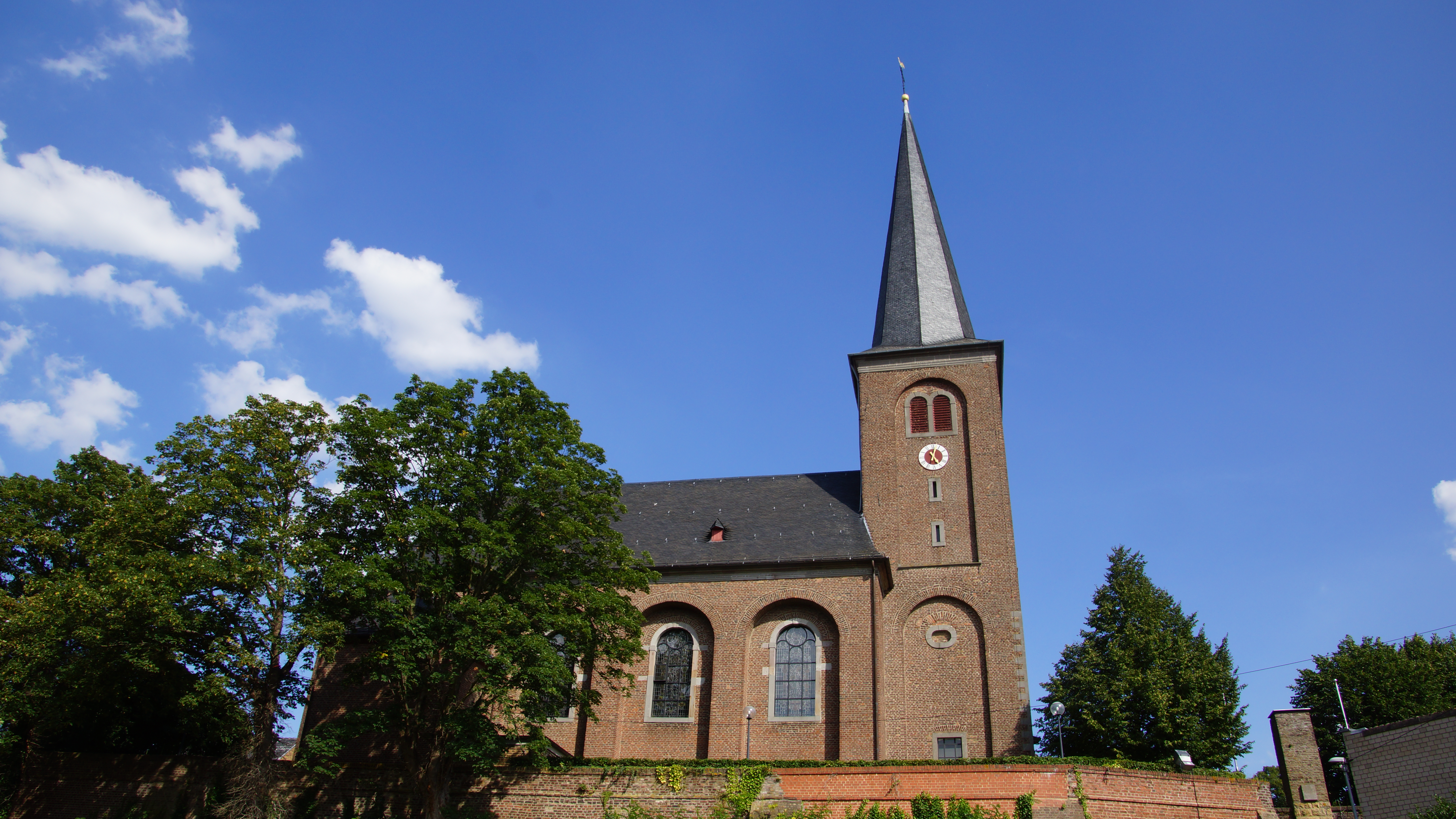
Heilig-Kreuz-Kirche

In den Liber valoris wurde 1308 bereits eine Nikolaus-Kapelle im Ort erwähnt, die 1658 zur Pfarrkirche erhoben wurde. Zum Ende des 17. Jahrhunderts wurde sie abgerissen und an dieser Stelle wurde eine neue Kirche errichtet. Die notwendigen Gelder spendete Johann VIII. Hugo von Orsbeck. Sie wurde 1732 auf den Titel: „Unbefleckte Empfängnis der Allerseligsten Jungfrau Maria“ geweiht. Heute heißt sie Heilig Kreuz-Kirche. Die Kirche besitzt eines der bedeutendsten Werke europäischer Kunst, ein hölzernes Albertus-Magnus-Kruzifix von 1248.

### Burg

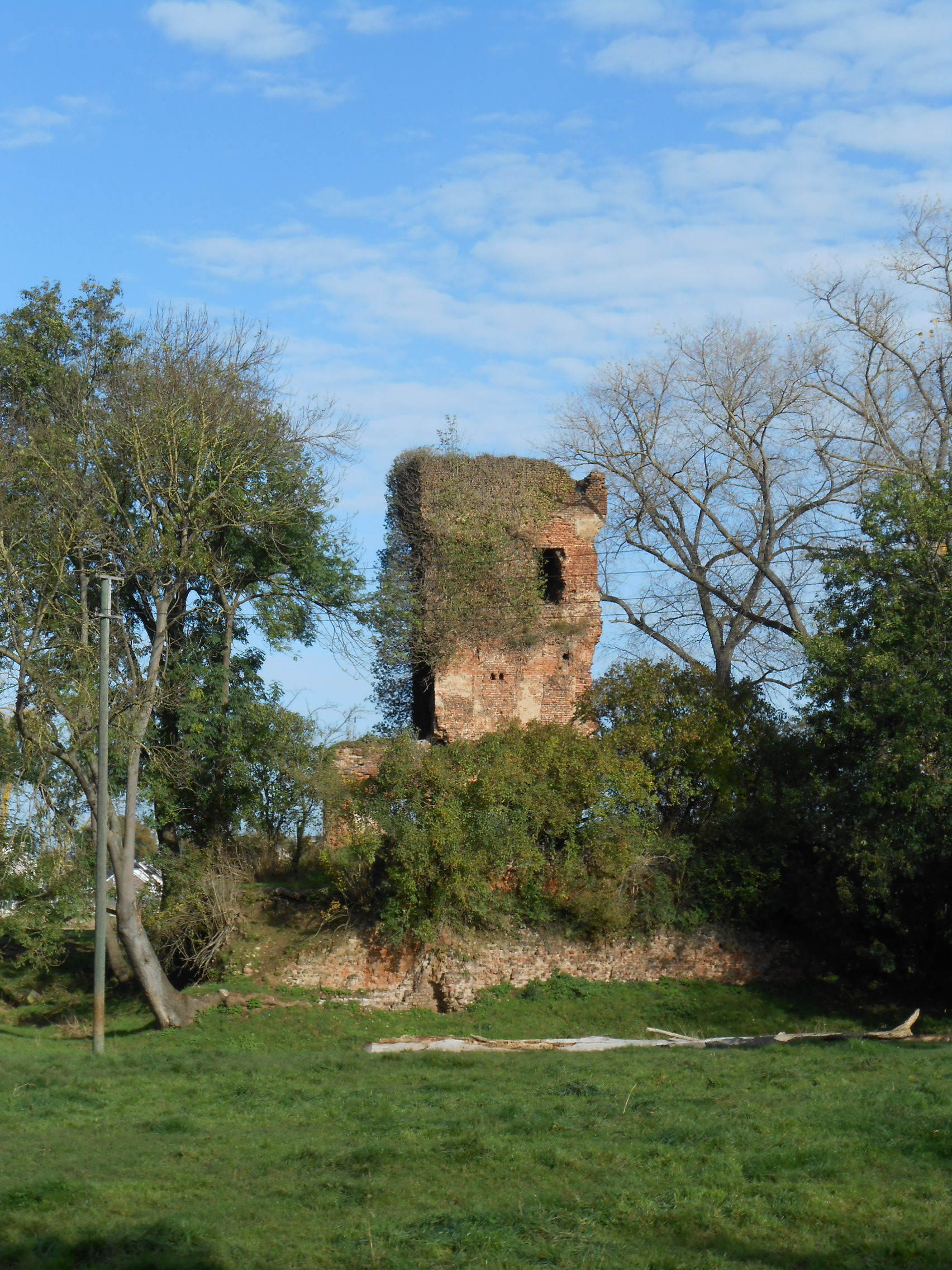
Turmruine Burg Großvernich

Die zweiteilige Wasserburg Groß-Vernich wurde etwa um 1300 errichtet. An die spätgotische Burg erinnert nur noch eine einsturzgefährdete Turmruine.

### Museum
In Groß-Vernich gibt es das Handwerk- und Heimatmuseum, welches vom Dorfverschönerungsverein unterhalten wird. Es befindet sich in der alten Schule in Groß-Vernich und ist aufgegliedert in Bereiche des traditionellen Handwerks und des täglichen dörflichen Lebens einschließlich religiöser Elemente und der Landwirtschaft.

## Persönlichkeiten
- Johann Hugo von Orsbeck (1634–1711), geboren auf Burg Großvernich, Kurfürst und Erzbischof von Trier, Bischof von Speyer
- Pierre Littbarski (* 1960), Fußball-Nationalspieler, lebte Anfang der 1980er Jahre in Großvernich.